# White Trash with Money
White Trash with Money è il decimo album in studio del cantante di musica country Toby Keith, pubblicato nel 2006.

## Tracce
1. Get Drunk and Be Somebody (Toby Keith, Scotty Emerick) - 2:58
2. A Little Too Late (Keith, Emerick, Dean Dillon) - 4:06
3. Can't Buy You Money (Keith, Emerick) - 3:29
4. Crash Here Tonight (Keith) - 3:00
5. Grain of Salt (Keith, Emerick) - 3:11
6. I Ain't Already There (Keith, Emerick, Dillon) - 3:40
7. Note to Self (Keith, Emerick, Dillon) - 3:38
8. Too Far This Time (Keith, Emerick, Dillon) - 3:22
9. Ain't No Right Way (Keith, Emerick, Dillon) - 3:53
10. Brand New Bow (Keith) - 3:25
11. Hell No (Keith, Emerick) - 3:17
12. Runnin' Block (Keith, Emerick) - 3:58